# Google文件
Google文档（英語：Google Docs）是Google推出的文字处理器。用戶可在网络应用程序、Android、iOS、Microsoft Windows、黑莓手機的流動應用程式以及Chrome OS的应用程序上使用Google Docs。Google Docs同時兼容Microsoft Office的文件格式。Google Docs允许用户在线创建和编辑文件，同时与其他用户进行实时协作。
Google Docs起源自两个独立的产品：Writely和XL2Web。Writely是由软件公司Upstartle于2005年8月推出的文字处理器 。2006年3月9日，Google宣布收购Upstartle 。2010年3月，Google收购在线文档协作公司DocVerse。DocVerse的產品能讓多用户在线共同編輯Microsoft Word以及Microsoft Excel和Microsoft PowerPoint。2012年6月，Google收购Quickoffice，該公司的產品能讓用戶在移动设备上編輯Microsoft Word以及Microsoft Excel和Microsoft PowerPoint。2012年10月，Google Documents更名为Google Docs。
Google Docs支持以标准OpenDocument格式、富文本格式、纯Unicode文本、压缩HTML和Microsoft Word格式打开和保存文档，还可导出文档为PDF和EPUB格式。